# Òmicron d'Andròmeda
Òmicron d'Andròmeda (ο Andromedae) és un sistema estel·lar de la constel·lació d'Andròmeda. Està aproximadament a 692 anys llum de la Terra.
Òmicron d'Andròmeda és una estrella binària, que té dos components ambdós binàries espectroscòpiques elles mateixes. És doncs un sistema de quatre estrelles.